# Bulbophyllum scotiifolium
Bulbophyllum scotiifolium là một loài phong lan thuộc chi Bulbophyllum.